# Puchar Heinekena (1997/1998)
Puchar Heinekena 1997/1998 – trzecia edycja Pucharu Heinekena, pierwszego poziomu europejskich klubowych rozgrywek w rugby union. Zawody odbyły się w dniach 5 września 1997 – 31 stycznia 1998 roku.
Najwięcej punktów w sezonie zdobył Lee Jarvis, w klasyfikacji przyłożeń zwyciężył zaś Kenny Logan.

## Faza grupowa

### Grupa A
| 6 września 199715:00 | Leinster                                        | 25:34(6:14) | Tuluza | Donnybrook Stadium, Dublin Widzów: 6 300 Sędzia: Chris White |
| 6 września 199715:00 | Alan McGowan 15 (P 2pd 2K) Declan O'Brien 5 (P) | 25:34(6:14) | Jerome Begue 5 (P) Michel Marfaing 5 (P) Pierre Bondouy 5 (P) Stephane Ougier 14 (4pd 2K) Xavier Garbajosa 5 (P) | Donnybrook Stadium, Dublin Widzów: 6 300 Sędzia: Chris White |

| 7 września 199715:00 | Leicester Tigers                                                    | 26:10(16:0) | Milan                                              | Welford Road, Leicester Widzów: 9 300 Sędzia: Derek Bevan |
| 7 września 199715:00 | Joel Stransky 11 (pd 3K) Michael Horak 5 (P) Will Greenwood 10 (2P) | 26:10(16:0) | Gabriel Filizzola 5 (pd K) Marcello Cuttitta 5 (P) | Welford Road, Leicester Widzów: 9 300 Sędzia: Derek Bevan |

| 12 września 199717:30 | Leinster                                   | 16:9(3:6) | Leicester Tigers     | Donnybrook Stadium, Dublin Widzów: 7 000 Sędzia: Joël Dumé |
| 12 września 199717:30 | Alan McGowan 11 (pd 3K) Kevin Nowlan 5 (P) | 16:9(3:6) | Joel Stransky 9 (3K) | Donnybrook Stadium, Dublin Widzów: 7 000 Sędzia: Joël Dumé |

| 13 września 199716:00 | Milan                                      | 14:19(14:3) | Tuluza                                                                 | Stadio Comunale Giuriati, Mediolan Widzów: 2 000 Sędzia: Robert Davies |
| 13 września 199716:00 | Fabio Gomez 5 (P) Gabriel Filizzola 9 (3K) | 14:19(14:3) | Michel Marfaing 9 (3K) Stephane Ougier 5 (pd K) Xavier Garbajosa 5 (P) | Stadio Comunale Giuriati, Mediolan Widzów: 2 000 Sędzia: Robert Davies |

| 20 września 199716:00 | Milan | 33:32(11:17) | Leinster                                                              | Stadio Comunale Giuriati, Mediolan Widzów: 1 100 Sędzia: Nicolas Lasaga |
| 20 września 199716:00 | Fabio Gomez 5 (P) Franco Properzi Curti 5 (P) Marcello Cuttitta 5 (P) Marco Platania 8 (pd 2K) Paolo Vaccari 5 (P) Richard Turner 5 (P) | 33:32(11:17) | Alan McGowan 17 (P 3pd 2K) David O'Mahony 5 (P) John McWeeney 10 (2P) | Stadio Comunale Giuriati, Mediolan Widzów: 1 100 Sędzia: Nicolas Lasaga |

| 20 września 199718:05 | Tuluza                                                                 | 17:22(10:9) | Leicester Tigers                           | Stade Ernest-Wallon, Tuluza Widzów: 11 000 Sędzia: Ken McCartney |
| 20 września 199718:05 | Michel Marfaing 2 (pd) Stephane Ougier 5 (pd K) Xavier Garbajosa 5 (P) | 17:22(10:9) | Eric Miller 5 (P) Joel Stransky 17 (pd 5K) | Stade Ernest-Wallon, Tuluza Widzów: 11 000 Sędzia: Ken McCartney |

| 27 września 199715:00 | Leicester Tigers | 47:22(15:7) | Leinster                                                        | Welford Road, Leicester Widzów: 10 392 Sędzia: Daniel Gillet |
| 27 września 199715:00 | Austin Healey 8 (P dg) Graham Rowntree 5 (P) Joel Stransky 9 (3K) Niall Malone 5 (P) Tim Barlow 5 (P) Waisale Serevi 10 (2pd 2K) Will Greenwood 5 (P) | 47:22(15:7) | Alan McGowan 7 (2pd K) Denis Hickie 10 (2P) John McWeeney 5 (P) | Welford Road, Leicester Widzów: 10 392 Sędzia: Daniel Gillet |

| 27 września 199718:00 | Tuluza | 69:19(52:0) | Milan                                                                            | Stade Ernest-Wallon, Tuluza Widzów: 7 000 Sędzia: Chuck Muir |
| 27 września 199718:00 | Christian Califano 5 (P) Christian Labit 5 (P) Julien Tilloles 5 (P) Michel Marfaing 2 (pd) Philippe Lapoutge 5 (P) Pierre Bondouy 5 (P) Romuald Paillat 15 (3P) Stephane Ougier 12 (6pd) Sylvain Dispagne 10 (2P) Xavier Garbajosa 5 (P) | 69:19(52:0) | Fabio Gomez 5 (P) Francis Lagleyze 4 (2pd) Mauro Tomassi 5 (P) Mauro Vaghi 5 (P) | Stade Ernest-Wallon, Tuluza Widzów: 7 000 Sędzia: Chuck Muir |

| 4 października 199714:15 | Leicester Tigers                                                 | 22:23(14:6) | Tuluza                                                                  | Welford Road, Leicester Widzów: 10 600 Sędzia: Jim Fleming |
| 4 października 199714:15 | Neil Back 5 (P) Waisale Serevi 12 (P 2pd K) Will Greenwood 5 (P) | 22:23(14:6) | Romuald Paillat 5 (P) Stephane Ougier 8 (P K) Yann Delaigue 10 (2pd 2K) | Welford Road, Leicester Widzów: 10 600 Sędzia: Jim Fleming |

| 4 października 199715:00 | Leinster                                                         | 23:6(10:6) | Milan                    | Donnybrook Stadium, Dublin Widzów: 5 500 Sędzia: Ed Morrison |
| 4 października 199715:00 | Alan McGowan 8 (pd 2K) David O'Mahony 5 (P) Martin Ridge 10 (2P) | 23:6(10:6) | Gabriel Filizzola 6 (2K) | Donnybrook Stadium, Dublin Widzów: 5 500 Sędzia: Ed Morrison |

### Grupa B
| 7 września 199715:15 | Swansea                                                                             | 25:31(18:10) | London Wasps                                                                       | St. Helens Ground, Swansea Widzów: 5 000 Sędzia: Jim Fleming |
| 7 września 199715:15 | Alan Harris 5 (P) Arwel Thomas 10 (2pd 2K) David Weatherley 5 (P) Ian Buckett 5 (P) | 25:31(18:10) | Chris Sheasby 5 (P) Gareth Rees 11 (pd 3K) Kenny Logan 5 (P) Rob Henderson 10 (2P) | St. Helens Ground, Swansea Widzów: 5 000 Sędzia: Jim Fleming |

| 8 września 199719:00 | Ulster                  | 12:18(6:15) | Glasgow Rugby                                                | Ravenhill Stadium, Belfast Widzów: 2 100 Sędzia: Clayton Thomas |
| 8 września 199719:00 | Stuart Laing 12 (dg 3K) | 12:18(6:15) | James Craig 5 (P) Murray Wallace 5 (P) Tommy Hayes 8 (pd 2K) | Ravenhill Stadium, Belfast Widzów: 2 100 Sędzia: Clayton Thomas |

| 13 września 199714:00 | Swansea                                                    | 33:16(19:6) | Ulster                                      | St. Helens Ground, Swansea Widzów: 3 000 Sędzia: Ken McCartney |
| 13 września 199714:00 | Arwel Thomas 23 (pd 7K) Huw Thomas 5 (P) Scott Gibbs 5 (P) | 33:16(19:6) | Keith Gallick 5 (P) Stuart Laing 11 (pd 3K) | St. Helens Ground, Swansea Widzów: 3 000 Sędzia: Ken McCartney |

| 14 września 199715:00 | Glasgow Rugby                                                       | 22:46 | London Wasps | Scotstoun Stadium, Glasgow Widzów: 3 500 Sędzia: Alan Lewis |
| 14 września 199715:00 | Cameron Little 2 (pd) Gordon Bulloch 5 (P) Tommy Hayes 15 (2P pd K) | 22:46 | Andy Gomarsall 5 (P) Chris Sheasby 5 (P) Gareth Rees 21 (3pd 5K) Kenny Logan 5 (P) Nick Greenstock 5 (P) Shane Roiser 5 (P) | Scotstoun Stadium, Glasgow Widzów: 3 500 Sędzia: Alan Lewis |

| 21 września 199715:00 | Glasgow Rugby                                                                                     | 35:21(10:14) | Swansea                                                      | Scotstoun Stadium, Glasgow Widzów: 3 000 Sędzia: Ed Morrison |
| 21 września 199715:00 | Derek Stark 5 (P) James Craig 5 (P) John Shaw 5 (P) Matt McGrandles 5 (P) Tommy Hayes 15 (3pd 3K) | 35:21(10:14) | Arwel Thomas 11 (pd 3K) Chris Anthony 5 (P) Huw Thomas 5 (P) | Scotstoun Stadium, Glasgow Widzów: 3 000 Sędzia: Ed Morrison |

| 21 września 199715:00 | London Wasps | 56:3(15:3) | Ulster             | Loftus Road, Londyn Widzów: 4 120 Sędzia: Roger Duhau |
| 21 września 199715:00 | Alex King 5 (P) Gareth Rees 16 (5pd 2K) Kenny Logan 15 (3P) Martyn Wood 5 (P) Nick Greenstock 5 (P) Shane Roiser 5 (P) Simon Mitchell 5 (P) | 56:3(15:3) | Stuart Laing 3 (K) | Loftus Road, Londyn Widzów: 4 120 Sędzia: Roger Duhau |

| 27 września 199714:30 | Ulster                                                              | 28:20(22:10) | Swansea                                        | Ravenhill Stadium, Belfast Widzów: 2 500 Sędzia: Graham Hughes |
| 27 września 199714:30 | Michael Jackson 5 (P) Stuart Laing 13 (2pd 3K) Tony McWhirter 5 (P) | 28:20(22:10) | Aled Williams 10 (P pd K) Richard Rees 10 (2P) | Ravenhill Stadium, Belfast Widzów: 2 500 Sędzia: Graham Hughes |

| 28 września 199715:00 | London Wasps | 43:5(14:5) | Glasgow Rugby     | Loftus Road, Londyn Widzów: 3 825 Sędzia: David McHugh |
| 28 września 199715:00 | Andy Gomarsall 5 (P) Chris Sheasby 5 (P) Gareth Rees 13 (5pd K) Joe Worsley 5 (P) Kenny Logan 10 (2P) Nick Greenstock 5 (P) | 43:5(14:5) | James Craig 5 (P) | Loftus Road, Londyn Widzów: 3 825 Sędzia: David McHugh |

| 3 października 199719:30 | Ulster                                         | 21:38(13:14) | London Wasps | Ravenhill Stadium, Belfast Widzów: 5 250 Sędzia: Nicolas Lasaga |
| 3 października 199719:30 | Jan Cunningham 10 (2P) Stuart Laing 11 (pd 3K) | 21:38(13:14) | Gareth Rees 13 (5pd K) Lawrence Dallaglio 5 (P) Michael White 5 (P) Nick Greenstock 5 (P) Rob Henderson 5 (P) Shane Roiser 5 (P) | Ravenhill Stadium, Belfast Widzów: 5 250 Sędzia: Nicolas Lasaga |

| 4 października 199714:30 | Swansea                                                       | 30:22(18:9) | Glasgow Rugby                                | St. Helens Ground, Swansea Widzów: 3 000 Sędzia: Gordon Black |
| 4 października 199714:30 | Aled Williams 20 (pd 6K) Rhodri Jones 5 (P) Scott Gibbs 5 (P) | 30:22(18:9) | Matt McGrandles 5 (P) Tommy Hayes 17 (pd 5K) | St. Helens Ground, Swansea Widzów: 3 000 Sędzia: Gordon Black |

### Grupa C
| 7 września 199714:15 | Brive | 56:18(31:13) | The Borders                                                     | Stade Amédée Domenech, Brive-la-Gaillarde Widzów: 8 000 Sędzia: Steve Lander |
| 7 września 199714:15 | Christophe Lamaison 10 (2pd dg K) David Venditti 11 (P 2dg) Jérome Carrat 5 (P) Olivier Magne 5 (P) Pascal Bomati 5 (P) Philippe Carbonneau 5 (P) Sébastien Viars 15 (3P) | 56:18(31:13) | Adam Roxburgh 5 (P) Graeme Aitchison 8 (P K) Scott Nichol 5 (P) | Stade Amédée Domenech, Brive-la-Gaillarde Widzów: 8 000 Sędzia: Steve Lander |

| 7 września 199714:15 | Pontypridd                                                  | 15:21(3:10) | Bath                                                                 | Sardis Road, Pontypridd Widzów: 7 000 Sędzia: David McHugh |
| 7 września 199714:15 | Dafydd James 5 (P) Neil Jenkins 5 (pd K) Steele Lewis 5 (P) | 15:21(3:10) | Jonathan Callard 11 (pd 3K) Richard Butland 5 (P) Victor Ubogu 5 (P) | Sardis Road, Pontypridd Widzów: 7 000 Sędzia: David McHugh |

| 14 września 199714:30 | The Borders                                                  | 17:31 | Bath | Mansfield Park, Hawick Widzów: 5 000 Sędzia: Nigel Williams |
| 14 września 199714:30 | Graeme Aitchison 3 (K) Scott Welsh 9 (3K) Tony Stanger 5 (P) | 17:31 | Chris Horsman 5 (P) Jonathan Callard 6 (3pd) Matt Perry 5 (P) Russell Earnshaw 10 (2P) Steve Ojomoh 5 (P) | Mansfield Park, Hawick Widzów: 5 000 Sędzia: Nigel Williams |

| 14 września 199715:30 | Brive | 32:31(16:6) | Pontypridd                                                       | Stade Amédée Domenech, Brive-la-Gaillarde Widzów: 4 500 Sędzia: Eddie Murray |
| 14 września 199715:30 | Christophe Lamaison 12 (4K) Francois Duboisset 5 (P) Jérome Carrat 5 (P) Pascal Bomati 5 (P) Yvan Manhes 5 (P) | 32:31(16:6) | Dafydd James 10 (2P) Kevin Morgan 5 (P) Neil Jenkins 16 (2pd 4K) | Stade Amédée Domenech, Brive-la-Gaillarde Widzów: 4 500 Sędzia: Eddie Murray |
| 14 września 199715:30 | Lionel Mallier                                                                                                 | 32:31(16:6) | Dale McIntosh                                                    | Stade Amédée Domenech, Brive-la-Gaillarde Widzów: 4 500 Sędzia: Eddie Murray |

| 20 września 199714:15 | Bath                                                         | 27:25(14:15) | Brive                                                                 | The Recreation Ground, Bath Widzów: 8 500 Sędzia: Jim Fleming |
| 20 września 199714:15 | Jonathan Callard 17 (pd 5K) Matt Perry 5 (P) Mike Catt 5 (P) | 27:25(14:15) | Jérome Carrat 5 (P) Lisandro Arbizu 15 (P 2pd 2K) Pascal Bomati 5 (P) | The Recreation Ground, Bath Widzów: 8 500 Sędzia: Jim Fleming |

| 20 września 199719:00 | The Borders                               | 16:23(6:3) | Pontypridd                                                  | Poynder Park, Kelso Widzów: 4 000 Sędzia: Chris White |
| 20 września 199719:00 | Michael Dods 5 (P) Scott Welsh 11 (pd 3K) | 16:23(6:3) | Kevin Morgan 5 (P) Neil Jenkins 13 (2pd 3K) Paul John 5 (P) | Poynder Park, Kelso Widzów: 4 000 Sędzia: Chris White |

| 27 września 199714:15 | Pontypridd                                                                          | 29:29(16:18) | Brive                                             | Sardis Road, Pontypridd Widzów: 7 800 Sędzia: Gordon Black |
| 27 września 199714:15 | Dafydd James 5 (P) Gareth Wyatt 5 (P) Geraint O Lewis 5 (P) Neil Jenkins 14 (pd 4K) | 29:29(16:18) | Christophe Lamaison 24 (8K) Laurent Travers 5 (P) | Sardis Road, Pontypridd Widzów: 7 800 Sędzia: Gordon Black |

| 27 września 199715:00 | Bath                                                          | 27:23(16:8) | The Borders                                                                        | The Recreation Ground, Bath Widzów: 5 000 Sędzia: David Davies |
| 27 września 199715:00 | Eric Peters 5 (P) Jonathan Callard 17 (pd 5K) Mike Catt 5 (P) | 27:23(16:8) | Bryan Redpath 5 (P) Craig Chalmers 8 (pd 2K) Michael Dods 5 (P) Tony Stanger 5 (P) | The Recreation Ground, Bath Widzów: 5 000 Sędzia: David Davies |

| 4 października 199714:15 | Pontypridd | 46:26(25:0) | The Borders                                                                     | Sardis Road, Pontypridd Widzów: 4 500 Sędzia: Roger Duhau |
| 4 października 199714:15 | Kevin Morgan 5 (P) Neil Eynon 10 (2P) Neil Jenkins 16 (5pd 2K) Paul John 5 (P) Steele Lewis 5 (P) Stuart Roy 5 (P) | 46:26(25:0) | Robbie Brown 5 (P) Scott Aitken 5 (P) Scott Welsh 11 (P 3pd) Tony Stanger 5 (P) | Sardis Road, Pontypridd Widzów: 4 500 Sędzia: Roger Duhau |

| 5 października 199714:20 | Brive                                                                     | 29:12(19:9) | Bath                     | Stade Amédée Domenech, Brive-la-Gaillarde Widzów: 10 000 Sędzia: Ken McCartney |
| 5 października 199714:20 | Alain Penaud 5 (P) Christophe Lamaison 19 (2pd dg 4K) Pascal Bomati 5 (P) | 29:12(19:9) | Jonathan Callard 12 (4K) | Stade Amédée Domenech, Brive-la-Gaillarde Widzów: 10 000 Sędzia: Ken McCartney |

### Grupa D
| 5 września 199716:05 | Bourgoin-Jallieu                                                                          | 26:25(14:9) | Cardiff                                  | Stade Pierre Rajon, Bourgoin-Jallieu Widzów: 6 000 Sędzia: Chuck Muir |
| 5 września 199716:05 | Laurent Leflamand 5 (P) Nigel Geany 11 (pd dg 2K) Pierre Raschi 5 (P) Sacha Fischer 5 (P) | 26:25(14:9) | Lee Jarvis 20 (pd 6K) Leigh Davies 5 (P) | Stade Pierre Rajon, Bourgoin-Jallieu Widzów: 6 000 Sędzia: Chuck Muir |
| 5 września 199716:05 | Derwyn Jones                                                                              | 26:25(14:9) |                                          | Stade Pierre Rajon, Bourgoin-Jallieu Widzów: 6 000 Sędzia: Chuck Muir |

| 7 września 199714:00 | Harlequins | 48:40(30:10) | Munster | Twickenham Stoop, Londyn Widzów: 3 682 Sędzia: Patrick Thomas |
| 7 września 199714:00 | Huw Harries 5 (P) Jamie Williams 10 (2P) Laurent Belligoi 5 (P) Nick Walshe 5 (P) Rob Liley 15 (P 2pd 2K) Thierry Lacroix 6 (2K) Will Carling 2 (pd) | 48:40(30:10) | Alan Quinlan 5 (P) Anthony Horgan 5 (P) Conor Burke 5 (P) John Lacey 5 (P) Mick Galwey 5 (P) Ronan O’Gara 15 (3pd 3K) | Twickenham Stoop, Londyn Widzów: 3 682 Sędzia: Patrick Thomas |
| 7 września 199714:00 | Mick Galwey | 48:40(30:10) | | Twickenham Stoop, Londyn Widzów: 3 682 Sędzia: Patrick Thomas |

| 13 września 199714:15 | Harlequins                                                                               | 45:7(30:7) | Bourgoin-Jallieu                        | Twickenham Stoop, Londyn Widzów: 3 700 Sędzia: Nigel Whitehouse |
| 13 września 199714:15 | Jamie Williams 5 (P) Johnny Ngauamo 10 (2P) Keith Wood 5 (P) Thierry Lacroix 25 (2pd 7K) | 45:7(30:7) | Julien Frier 5 (P) Patrice Favre 2 (pd) | Twickenham Stoop, Londyn Widzów: 3 700 Sędzia: Nigel Whitehouse |

| 13 września 199714:30 | Cardiff | 43:23 | Munster                                                      | Cardiff Arms Park, Cardiff Widzów: 4 500 Sędzia: Brian Campsall |
| 13 września 199714:30 | Jonathan Humphreys 5 (P) Lee Jarvis 13 (5pd K) Nigel Walker 10 (2P) Steve Wake 5 (P) Steve Williams 10 (2P) | 43:23 | Alan Quinlan 5 (P) John Lacey 10 (2P) Ronan O’Gara 8 (pd 2K) | Cardiff Arms Park, Cardiff Widzów: 4 500 Sędzia: Brian Campsall |

| 20 września 199715:00 | Munster                              | 17:15(6:9) | Bourgoin-Jallieu                         | Thomond Park, Limerick Widzów: 6 000 Sędzia: Huw Lewis |
| 20 września 199715:00 | Conor Burke 12 (4K) John Lacey 5 (P) | 17:15(6:9) | Nigel Geany 3 (dg) Patrice Favre 12 (4K) | Thomond Park, Limerick Widzów: 6 000 Sędzia: Huw Lewis |

| 21 września 199714:15 | Cardiff            | 21:28(15:20) | Harlequins                                                                               | Cardiff Arms Park, Cardiff Widzów: 6 000 Sędzia: Didier Mené |
| 21 września 199714:15 | Lee Jarvis 21 (7K) | 21:28(15:20) | Jamie Williams 5 (P) Keith Wood 5 (P) Laurent Belligoi 5 (P) Thierry Lacroix 13 (2pd 3K) | Cardiff Arms Park, Cardiff Widzów: 6 000 Sędzia: Didier Mené |

| 27 września 199715:00 | Munster                                                                        | 32:37(21:20) | Cardiff                                                               | Musgrave Park, Cork Widzów: 5 000 Sędzia: Tony Spreadbury |
| 27 września 199715:00 | Alan Quinlan 5 (P) Anthony Foley 5 (P) Conor Burke 17 (pd 5K) John Kelly 5 (P) | 32:37(21:20) | Jonathan Humphreys 5 (P) Lee Jarvis 27 (2P 4pd 3K) Nigel Walker 5 (P) | Musgrave Park, Cork Widzów: 5 000 Sędzia: Tony Spreadbury |

| 27 września 199718:05 | Bourgoin-Jallieu    | 18:30(9:14) | Harlequins                                                               | Stade Pierre Rajon, Bourgoin-Jallieu Widzów: 7 500 Sędzia: Derek Bevan |
| 27 września 199718:05 | Nigel Geany 18 (6K) | 18:30(9:14) | Daren O'Leary 5 (P) Laurent Cabannes 10 (2P) Thierry Lacroix 15 (3pd 3K) | Stade Pierre Rajon, Bourgoin-Jallieu Widzów: 7 500 Sędzia: Derek Bevan |

| 4 października 199715:00 | Bourgoin-Jallieu                                                                        | 21:6(8:6) | Munster             | Stade Pierre Rajon, Bourgoin-Jallieu Widzów: 6 000 Sędzia: Chris White |
| 4 października 199715:00 | Alexandre Chazalet 5 (P) Laurent Leflamand 5 (P) Nigel Geany 6 (2K) Pierre Raschi 5 (P) | 21:6(8:6) | Rhys Ellison 6 (2K) | Stade Pierre Rajon, Bourgoin-Jallieu Widzów: 6 000 Sędzia: Chris White |

| 4 października 199715:00 | Harlequins                                                               | 31:32(9:27) | Cardiff                                                                                            | Twickenham Stoop, Londyn Widzów: 6 680 Sędzia: Eddie Murray |
| 4 października 199715:00 | Daren O'Leary 5 (P) Laurent Belligoi 10 (2P) Thierry Lacroix 16 (2pd 4K) | 31:32(9:27) | Lee Jarvis 12 (3pd dg K) Leigh Davies 5 (P) Phil Booth 5 (P) Rob Howley 5 (P) Steve Williams 5 (P) | Twickenham Stoop, Londyn Widzów: 6 680 Sędzia: Eddie Murray |

### Grupa E
| 6 września 199720:00 | Benetton | 18:19(12:3) | Pau                                                                  | Stadio comunale di Monigo, Treviso Widzów: 4 000 Sędzia: Iain Ramage |
| 6 września 199720:00 | Francesco Mazzariol 3 (K) Lance Sherrell 2 (pd) Leandro Manteri 5 (P) Manuel Dallan 5 (P) Piero Dotto 3 (dg) | 18:19(12:3) | David Aucagne 11 (pd 3K) Nicolas Bacque 5 (P) Nicolas Brusque 3 (dg) | Stadio comunale di Monigo, Treviso Widzów: 4 000 Sędzia: Iain Ramage |
| 6 września 199720:00 | Giovanni Grespan                                                                                             | 18:19(12:3) |                                                                      | Stadio comunale di Monigo, Treviso Widzów: 4 000 Sędzia: Iain Ramage |

| 7 września 199715:00 | Caledonia Reds                                             | 18:23(6:23) | Llanelli                                                          | McDiarmid Park, Perth Widzów: 2 300 Sędzia: Ronnie McDowell |
| 7 września 199715:00 | John Kerr 5 (P) John Manson 5 (P) Rowan Shepherd 8 (pd 2K) | 18:23(6:23) | Frano Botica 13 (2pd 3K) Matthew Wintle 5 (P) Wayne Proctor 5 (P) | McDiarmid Park, Perth Widzów: 2 300 Sędzia: Ronnie McDowell |

| 13 września 199718:05 | Pau | 44:12(32:12) | Llanelli             | Stade du Hameau, Pau Widzów: 5 000 Sędzia: Leo Mayne |
| 13 września 199718:05 | David Aucagne 14 (4pd 2K) Nicolas Bacque 10 (2P) Nicolas Brusque 10 (2P) Philippe Bernat-Salles 5 (P) Scott Keith 5 (P) | 44:12(32:12) | Frano Botica 12 (4K) | Stade du Hameau, Pau Widzów: 5 000 Sędzia: Leo Mayne |

| 14 września 199715:00 | Caledonia Reds                                             | 17:9(9:3) | Benetton              | McDiarmid Park, Perth Widzów: 2 000 Sędzia: Daniel Gillet |
| 14 września 199715:00 | Bryan Easson 3 (dg) John White 5 (P) Rowan Shepherd 9 (3K) | 17:9(9:3) | Lance Sherrell 9 (3K) | McDiarmid Park, Perth Widzów: 2 000 Sędzia: Daniel Gillet |

| 20 września 199714:00 | Llanelli                                                                                                | 39:18(25:8) | Benetton                                                                             | Stradey Park, Llanelli Widzów: 3 000 Sędzia: Eddie Murray |
| 20 września 199714:00 | Andrew Gibbs 5 (P) Craig Warlow 14 (4pd 2K) Matthew Wintle 5 (P) Neil Boobyer 10 (2P) Rupert Moon 5 (P) | 39:18(25:8) | Lance Sherrell 3 (K) Lee Stewart 5 (P) Massimiliano Perziano 5 (P) Piero Dotto 5 (P) | Stradey Park, Llanelli Widzów: 3 000 Sędzia: Eddie Murray |

| 20 września 199718:00 | Pau | 50:8(22:3) | Caledonia Reds                          | Stade du Hameau, Pau Widzów: 6 500 Sędzia: Gareth Simmonds |
| 20 września 199718:00 | David Aucagne 11 (4pd K) Franck Rolles 15 (3P) Frederic Leloir 5 (P) Pierre Triep-Capdeville 5 (P) Sebastien Claverie 5 (P) Sebastien Fauque 4 (2pd) Thierry Mentieres 5 (P) | 50:8(22:3) | Bryan Easson 5 (P) Rowan Shepherd 3 (K) | Stade du Hameau, Pau Widzów: 6 500 Sędzia: Gareth Simmonds |

| 27 września 199715:00 | Benetton | 52:6(25:6) | Caledonia Reds        | Stadio comunale di Monigo, Treviso Widzów: 3 500 Sędzia: Patrick Thomas |
| 27 września 199715:00 | Andrea Sgorlon 5 (P) Denis Dallan 5 (P) Julian Gardner 5 (P) Lance Sherrell 17 (4pd dg 2K) Massimiliano Perziano 5 (P) Piero Dotto 10 (2P) Wilhelmus Visser 5 (P) | 52:6(25:6) | Rowan Shepherd 6 (2K) | Stadio comunale di Monigo, Treviso Widzów: 3 500 Sędzia: Patrick Thomas |

| 28 września 199714:15 | Llanelli                              | 14:10(8:3) | Pau                                         | Stradey Park, Llanelli Widzów: 3 500 Sędzia: Brian Stirling |
| 28 września 199714:15 | Frano Botica 9 (3K) Rupert Moon 5 (P) | 14:10(8:3) | David Aucagne 5 (pd K) David Dantiacq 5 (P) | Stradey Park, Llanelli Widzów: 3 500 Sędzia: Brian Stirling |

| 4 października 199715:00 | Benetton | 42:25(18:18) | Llanelli                                                                                             | Stadio comunale di Monigo, Treviso Widzów: 4 000 Sędzia: Alan Lewis |
| 4 października 199715:00 | Francesco Mazzariol 17 (4pd dg 2K) Julian Gardner 5 (P) Manuel Dallan 10 (2P) Massimiliano Perziano 10 (2P) | 42:25(18:18) | Darril Williams 5 (P) Frano Botica 5 (pd K) Garan Evans 5 (P) Matthew Wintle 5 (P) Rupert Moon 5 (P) | Stadio comunale di Monigo, Treviso Widzów: 4 000 Sędzia: Alan Lewis |

| 5 października 199715:00 | Caledonia Reds                                                                      | 30:24(13:12) | Pau                                                                   | McDiarmid Park, Perth Widzów: 3 000 Sędzia: Clayton Thomas |
| 5 października 199715:00 | David Officer 5 (P) John Kerr 5 (P) Rob Wainwright 5 (P) Rowan Shepherd 15 (3pd 3K) | 30:24(13:12) | David Aucagne 9 (P 2pd) Sebastien Claverie 5 (P) Yannick Martin 5 (P) | McDiarmid Park, Perth Widzów: 3 000 Sędzia: Clayton Thomas |

## Faza pucharowa
|  |                  |                  |          |              |              |                  |                  |              |      |      |           |           |           |  |  |       |       |       |
|  | Play-off         | Play-off         | Play-off |              |              | Ćwierćfinały     | Ćwierćfinały     | Ćwierćfinały |      |      | Półfinały | Półfinały | Półfinały |  |  | Finał | Finał | Finał |
|  | Play-off         | Play-off         | Play-off |              |              | Ćwierćfinały     | Ćwierćfinały     | Ćwierćfinały |      |      | Półfinały | Półfinały | Półfinały |  |  | Finał | Finał | Finał |
|  |                  |                  |          |              |              |                  |                  |              |      |      |           |           |           |  |  |       |       |       |
|  |                  |                  |          |              |              |                  |                  |              |      |      |           |           |           |  |  |       |       |       |
|  |                  |                  |          | Bath         | Bath         | 32               |                  |              |      |      |           |           |           |  |  |       |       |       |
|  |                  |                  |          | Bath         | Bath         | 32               |                  |              |      |      |           |           |           |  |  |       |       |       |
|  | Cardiff          | Cardiff          | 24       |              |              | Cardiff          | Cardiff          | 21           |      |      |           |           |           |  |  |       |       |       |
|  | Cardiff          | Cardiff          | 24       |              |              | Cardiff          | Cardiff          | 21           |      |      |           |           |           |  |  |       |       |       |
|  | Llanelli         | Llanelli         | 20       |              |              |                  |                  |              | Bath | Bath | 20        |           |           |  |  |       |       |       |
|  | Llanelli         | Llanelli         | 20       |              |              |                  |                  |              | Bath | Bath | 20        |           |           |  |  |       |       |       |
|  |                  |                  |          |              |              | Pau              | Pau              | 14           |      |      |           |           |           |  |  |       |       |       |
|  |                  |                  |          |              |              | Pau              | Pau              | 14           |      |      |           |           |           |  |  |       |       |       |
|  |                  |                  |          | Pau          | Pau          | 35               |                  |              |      |      |           |           |           |  |  |       |       |       |
|  |                  |                  |          | Pau          | Pau          | 35               |                  |              |      |      |           |           |           |  |  |       |       |       |
|  | Leicester Tigers | Leicester Tigers | 90       |              |              | Leicester Tigers | Leicester Tigers | 18           |      |      |           |           |           |  |  |       |       |       |
|  | Leicester Tigers | Leicester Tigers | 90       |              |              | Leicester Tigers | Leicester Tigers | 18           |      |      |           |           |           |  |  |       |       |       |
|  | Glasgow Rugby    | Glasgow Rugby    | 19       |              |              |                  |                  |              | Bath | Bath | 19        |           |           |  |  |       |       |       |
|  | Glasgow Rugby    | Glasgow Rugby    | 19       |              |              |                  |                  |              |      |      |           |           |           |  |  |       |       |       |
|  |                  |                  |          |              |              | Brive            | Brive            | 18           |      |      |           |           |           |  |  |       |       |       |
|  |                  |                  |          |              |              | Brive            | Brive            | 18           |      |      |           |           |           |  |  |       |       |       |
|  |                  |                  |          | Tuluza       | Tuluza       | 51               |                  |              |      |      |           |           |           |  |  |       |       |       |
|  |                  |                  |          | Tuluza       | Tuluza       | 51               |                  |              |      |      |           |           |           |  |  |       |       |       |
|  |                  |                  |          | Harlequins   | Harlequins   | 10               |                  |              |      |      |           |           |           |  |  |       |       |       |
|  |                  |                  |          | Harlequins   | Harlequins   | 10               |                  |              |      |      |           |           |           |  |  |       |       |       |
|  |                  |                  |          |              |              |                  | Tuluza           | Tuluza       | 22   |      |           |           |           |  |  |       |       |       |
|  |                  |                  |          |              |              |                  | Tuluza           | Tuluza       | 22   |      |           |           |           |  |  |       |       |       |
|  |                  |                  |          |              |              | Brive            | Brive            | 22           |      |      |           |           |           |  |  |       |       |       |
|  |                  |                  |          |              |              | Brive            | Brive            | 22           |      |      |           |           |           |  |  |       |       |       |
|  |                  |                  |          | London Wasps | London Wasps | 18               |                  |              |      |      |           |           |           |  |  |       |       |       |
|  |                  |                  |          | London Wasps | London Wasps | 18               |                  |              |      |      |           |           |           |  |  |       |       |       |
|  | Brive            | Brive            | 25       |              |              | Brive            | Brive            | 25           |      |      |           |           |           |  |  |       |       |       |
|  | Brive            | Brive            | 25       |              |              | Brive            | Brive            | 25           |      |      |           |           |           |  |  |       |       |       |
|  | Pontypridd       | Pontypridd       | 20       |              |              |                  |                  |              |      |      |           |           |           |  |  |       |       |       |
|  | Pontypridd       | Pontypridd       | 20       |              |              |                  |                  |              |      |      |           |           |           |  |  |       |       |       |

| 1 listopada 199717:15 | Cardiff                                                        | 24:20(14:3) | Llanelli                                                                        | Cardiff Arms Park, Cardiff Widzów: 8 000 Sędzia: Ed Morrison |
| 1 listopada 199717:15 | Gregori Kacala 5 (P) Justin Thomas 5 (P) Lee Jarvis 14 (pd 4K) | 24:20(14:3) | Craig Warlow 5 (pd K) Garan Evans 5 (P) Robin McBryde 5 (P) Wayne Proctor 5 (P) | Cardiff Arms Park, Cardiff Widzów: 8 000 Sędzia: Ed Morrison |

| 1 listopada 199715:00 | Leicester Tigers | 90:19(50:5) | Glasgow Rugby                                                | Welford Road, Leicester Widzów: 6 500 Sędzia: Joël Dumé |
| 1 listopada 199715:00 | Austin Healey 5 (P) Dean Richards 5 (P) Joel Stransky 35 (3P 10pd) Leon Lloyd 5 (P) Martin Corry 5 (P) Michael Horak 20 (4P) Richard Cockerill 10 (2P) Will Greenwood 5 (P) | 90:19(50:5) | Cameron Little 5 (P) James Craig 5 (P) Tommy Hayes 9 (P 2pd) | Welford Road, Leicester Widzów: 6 500 Sędzia: Joël Dumé |

| 1 listopada 199716:30 | Brive                                                                       | 25:20(18:0) | Pontypridd                                                     | Stade Amédée Domenech, Brive-la-Gaillarde Widzów: 13 000 Sędzia: Jim Fleming |
| 1 listopada 199716:30 | Christophe Lamaison 15 (P 2pd 2K) Jérome Carrat 5 (P) Laurent Travers 5 (P) | 25:20(18:0) | Dafydd James 5 (P) Mark Spiller 5 (P) Neil Jenkins 10 (2pd 2K) | Stade Amédée Domenech, Brive-la-Gaillarde Widzów: 13 000 Sędzia: Jim Fleming |

| 8 listopada 199714:15 | Bath                                                                                  | 32:21(12:11) | Cardiff                                    | The Recreation Ground, Bath Widzów: 8 200 Sędzia: Didier Mené |
| 8 listopada 199714:15 | Dan Lyle 5 (P) Jonathan Callard 17 (pd 5K) Phil de Glanville 5 (P) Victor Ubogu 5 (P) | 32:21(12:11) | Lee Jarvis 11 (pd 3K) Leigh Davies 10 (2P) | The Recreation Ground, Bath Widzów: 8 200 Sędzia: Didier Mené |

| 9 listopada 199715:20 | Pau | 35:18(12:8) | Leicester Tigers                                             | Stade du Hameau, Pau Widzów: 12 000 Sędzia: David Davies |
| 9 listopada 199715:20 | David Aucagne 15 (3pd 3K) Frederic Leloir 5 (P) Nicolas Brusque 5 (P) Philippe Bernat-Salles 5 (P) Thierry Cleda 5 (P) | 35:18(12:8) | Joel Stransky 8 (pd 2K) Neil Back 5 (P) Waisale Serevi 5 (P) | Stade du Hameau, Pau Widzów: 12 000 Sędzia: David Davies |

| 8 listopada 199715:30 | Tuluza | 51:10(24:3) | Harlequins                  | Stadium Municipal, Tuluza Widzów: 18 000 Sędzia: Derek Bevan |
| 8 listopada 199715:30 | Didier Lacroix 5 (P) Emile Ntamack 5 (P) Philippe Lapoutge 5 (P) Pierre Bondouy 10 (2P) Stephane Ougier 17 (pd 5K) Sylvain Dispagne 5 (P) Yann Delaigue 4 (2pd) | 51:10(24:3) | Thierry Lacroix 10 (P pd K) | Stadium Municipal, Tuluza Widzów: 18 000 Sędzia: Derek Bevan |

| 9 listopada 199714:15 | London Wasps        | 18:25(15:17) | Brive                                                                                                | Loftus Road, Londyn Widzów: 10 481 Sędzia: Chuck Muir |
| 9 listopada 199714:15 | Gareth Rees 18 (6K) | 18:25(15:17) | Christophe Lamaison 10 (2pd 2K) Jérome Carrat 5 (P) Loic van der Linden 5 (P) Sebastien Carrat 5 (P) | Loftus Road, Londyn Widzów: 10 481 Sędzia: Chuck Muir |

| 20 grudnia 199714:00 | Bath                                        | 20:14(11:9) | Pau                                               | The Recreation Ground, Bath Widzów: 8 200 Sędzia: Derek Bevan |
| 20 grudnia 199714:00 | Jonathan Callard 15 (5K) Victor Ubogu 5 (P) | 20:14(11:9) | David Aucagne 9 (3K) Philippe Bernat-Salles 5 (P) | The Recreation Ground, Bath Widzów: 8 200 Sędzia: Derek Bevan |

| 21 grudnia 199715:20 | Tuluza                                                                  | 22:22(7:8) | Brive                                                                  | Stadium Municipal, Tuluza Widzów: 26 000 Sędzia: David McHugh |
| 21 grudnia 199715:20 | Christophe Deylaud 6 (2K) Pierre Bondouy 5 (P) Yann Delaigue 11 (pd 3K) | 22:22(7:8) | Christophe Lamaison 12 (4K) Olivier Magne 5 (P) Sebastien Carrat 5 (P) | Stadium Municipal, Tuluza Widzów: 26 000 Sędzia: David McHugh |

| 31 stycznia 199815:30 | Bath                          | 19:18(6:15) | Brive                                           | Stade du Parc Lescure, Bordeaux Widzów: 36 500 Sędzia: Jim Fleming |
| 31 stycznia 199815:30 | Jonathan Callard 19 (P pd 4K) | 19:18(6:15) | Alain Penaud 3 (dg) Christophe Lamaison 15 (5K) | Stade du Parc Lescure, Bordeaux Widzów: 36 500 Sędzia: Jim Fleming |